# High Stakes Poker
High Stakes Poker (HSP) ist ein US-amerikanisches Fernsehformat des Senders GSN. In der Sendung treten bekannte Pokerspieler in einer Spielrunde gegeneinander an. Seit 2005 entstanden in sieben Staffeln 98 Episoden zu je 43 Minuten Länge.
Der Gastgeber der Sendung war der Kolumnist und Fernsehmoderator A.J. Benza. Begleitet wurde er vom Komödianten und Pokerspieler Gabe Kaplan, der als Experte fungierte. Benza wurde nach der fünften Staffel durch Kara Scott, Kaplan nach der sechsten Staffel durch Norm Macdonald ersetzt. In Deutschland begann die Ausstrahlung des Formats am 10. September 2007 im Deutschen Sportfernsehen, heute Sport1.

## Format

### Spielformat
High Stakes Poker wird als Cash Game gespielt, was für ein Fernsehformat mit dem Inhalt Poker höchst ungewöhnlich ist. Anders als bei einem Turnier kauft sich ein Spieler bei einem Cash Game für einen Mindestbetrag in die Runde ein. Jeder Jeton, der verwendet wird, repräsentiert einen Echtgeldwert. Das hat zur Folge, dass sich jeder Teilnehmer zu einem beliebigen Zeitpunkt auskaufen kann, das heißt, dass seine Jetons in die entsprechende Währung vergütet werden und er in der weiteren Folge von dem aktuellen Spiel ausgeschlossen wird.
Falls ein Teilnehmer all seine Jetons verlieren sollte, hat er die Möglichkeit, sich beliebig oft neu einzukaufen.
Im Laufe einer Partie werden die Mindesteinsätze zudem nicht erhöht, sondern bleiben über die Gesamtdauer konstant. Am Ende einer Sitzung gibt es dementsprechend keine offiziellen Gewinner oder Verlierer.
Die Idee, anstelle eines Pokerturniers ein Cash Game mit bekannten Spielern zu senden, war zu der Entstehungszeit von High Stakes Poker noch einzigartig. Mittlerweile steigt die Anzahl solcher Formate aber stetig an.

### Variante und Setzstruktur

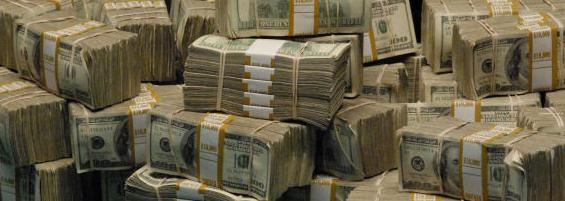
Geldbündel zu 50.000 Dollar, wie sie bei der Sendung verwendet werden.

Obwohl die Verantwortlichen bereits mit dem Spielformat neue Wege gingen, blieben sie zumindest in Sachen Spielvariante dem Hauptstrom der Pokerübertragungen treu. So wird auch bei High Stakes Poker die derzeit beliebteste Variante No Limit Texas Hold’em gespielt. Das Ante, also der Betrag, den jeder Spieler vor dem Erhalten einer Hand entrichten muss, liegt bei 100 $. Während die Blinds, die Mindesteinsätze zweier Spieler, in den ersten drei Staffeln bei 300 $ und 600 $ lagen, wurden die Blinds in den späteren Episoden der vierten Staffel auf 600 $ und 1200 $ erhöht. Ein zusätzlicher dritter Blind, genannt Straddle, wird ab und zu eingerichtet, wenn sich die Spieler einvernehmlich darauf einigen. Dieser liegt dann bei 2400 $.
Um teilnehmen zu dürfen, muss ein Spieler neben einer gewissen Bekanntheit das Auswahlverfahren bestehen und eine Mindestsumme an Geld vorweisen können. In den ersten Staffeln lag das Minimum bei 100.000 $, am Ende der vierten Staffel wurde der Betrag auf 500.000 $ erhöht.
Falls ein Spieler all seine Jetons verlieren sollte, kann er sich für eine beliebige Summe erneut einkaufen. Allerdings hat auch dieser Betrag mit der Hälfte des anfänglichen Minimumeinkaufs eine Untergrenze. Falls ein Spieler der Meinung ist, dass sein derzeitiger Chipstand sein Spiel negativ beeinflusst, darf er zwischen zwei Händen zusätzliche Jetons zu seinem Stack hinzukaufen (Add On). Der Minimumeinkauf liegt auch hier bei 50.000 $.
Neben Jetons darf jeder Spieler auch gebündelte 100-$-Noten im Wert von 5.000 bis 100.000 $ verwenden.
Einer der Teilnehmer, der professionelle Pokerspieler Daniel Negreanu, gab nach der Ausstrahlung der ersten Staffel in seinem Webforum an, dass GSN als Ausgleich dafür, dass jeder Spieler eine große Summe an Geld riskiert, jedem Teilnehmer einen Stundenlohn in Höhe von 1250 $ zahlt.

### Sonderregeln
Anders als bei großen Turnieren, wo sich die Teilnehmer an die zum Teil strikte Regelauslegung halten müssen, werden bei High Stakes Poker Sonderregeln akzeptiert. Die einzige Bedingung ist hierbei, dass, wenn die Regel nur für die Dauer von einer Hand angewendet wird, alle Spieler, die in den aktuellen Pot verwickelt sind, zustimmen müssen. Sollte die Regel über einen längeren Zeitraum angewendet werden, müssen alle Spieler übereinstimmen.
Eine Regel, die bei allen vier Staffeln des Öfteren angewendet wurde, ist der Straddle, eine Art dritter Mindesteinsatz. Ein Straddle ist der Pflichteinsatz, den der Spieler links neben dem Big Blind entrichten muss. Dieser Einsatz ist doppelt so hoch wie der zweite Blind und wird angewendet, wenn alle Spieler dieser Option zustimmen. Es hat zur Folge, dass bereits zu Beginn eine große Summe an Geld im Pot liegt und die Spieler dadurch etwas aggressiver zu Werke gehen. Bei den ersten drei Staffeln befanden sich mit einem Straddle etwa 3.000 $ im Pot, in den späteren Episoden der vierten Staffel stieg die Summe auf etwas über 5.000 $ an. In einigen Folgen kam es sogar zu einem Re-Straddle, das zusätzlich zum „gewöhnlichen“ Straddle angewendet werden kann und viermal so groß wie der Big Blind ist.
Speziell bei großen Pots nach einem Showdown lassen die Spieler alle noch verbleibenden Karten zweimal geben (run oder deal it twice). Falls ein Spieler bei beiden Durchläufen die beste Hand haben sollte, gewinnt er den gesamten Pot. Wenn aber beide Spieler den Pot nur einmal gewinnen können, kommt es zu einem geteilten Pot. Der Grund, dass diese Regel immer wieder angewendet wird, liegt darin, dass bei mehreren Durchläufen der Glücksfaktor deutlich verringert wird. So ist es eher unwahrscheinlich, dass ein Spieler mit der deutlich schlechteren Hand den Pot zweimal gewinnt; allerdings steigt dabei auch die Chance für den Spieler mit dem schwächeren Blatt, mindestens einen geteilten Pot zu erreichen. Bei mehrmaligen Durchläufen entsteht also kein Nachteil für einen Spieler, ob er nun die bessere oder schlechtere Hand hält.
In der dritten Staffel teilten zwei Spieler, der Libanese Sam Farha und der Israeli Eli Elezra, deren Heimatländer noch einige Tage zuvor im Krieg standen, den Pot bereits vor dem Flop als „Friedensbeweis“ untereinander auf.

## Sendebild

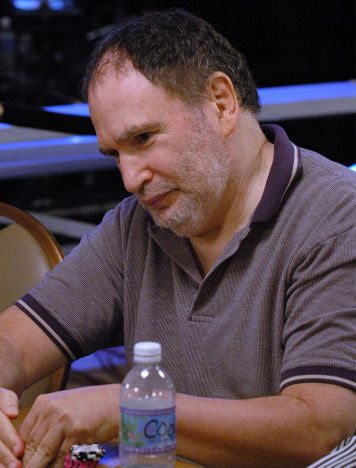
Gabe Kaplan, selbst semi-professioneller Spieler, begleitet die Sendung als Experte.

### Ablauf
Zu Beginn jeder Episode wird der Vorspann abgespielt. Direkt danach folgt eine etwa 30 Sekunden kurze Zusammenfassung der vorherigen Sendung, die von Benza kommentiert wird. Daraufhin wird zu den beiden Kommentatoren der Sendung umgeschaltet. Dabei wird stets vorgegeben, dass sie sich direkt in dem Hotel befinden, in dem das Spiel stattfindet. Tatsächlich werden die Dialoge aber vor einer Kulisse in einem Fernsehstudio aufgenommen. Diese sprechen noch einmal kurz über die Hauptgeschehnisse der vorangegangenen Folge, wobei Kaplan oftmals Sarkasmus anwendet. Unmittelbar darauf geben die Kommentatoren einen Ausblick auf die aktuelle Sendung, dann wird sie abgespielt. Für den Zuschauer entsteht auf den ersten Blick der Eindruck, dass das Spiel live gespielt wird. Dabei handelt es sich aber nur um eine geschnittene Version der Originalaufzeichnungen.
Falls sich neue Spieler am Tisch befinden sollten, erklären Benza und Kaplan dem Zuschauer kurz um wen es sich handelt. In bestimmten Situationen, beispielsweise wenn zwei Spieler einen großen Pot ausgespielt haben, wird ein kurzes Statement von einem dieser Spieler, oftmals über seinen Gegner, eingespielt. In der ersten Staffel wurden außerdem regelmäßig kurze Videos über das Alltagsleben der Teilnehmer gezeigt. Unregelmäßig wird während der Sendung oder nach Werbeblöcken in das Kommentatorenstudio geschaltet, wo diese über triviale Geschehnisse am Tisch sprechen.
Am Ende wird erneut zu den beiden Kommentatoren umgeschaltet, die die Geschehnisse rekapitulieren und einen Ausblick auf die nächste Episode geben.

### Interaktion
Der Zuschauer kennt zu jeder Zeit die Karten aller Spieler, die sich in der aktuellen Hand befinden. Das ist durch Kameras, die sich unter einer kleinen Glasplatte, die in die Spieloberfläche integriert ist und sich vor jedem Spieler befindet, möglich. Direkt nach dem Austeilen der beiden Hole Cards werden diese auf das Glas gelegt. Die Informationen der Tischkameras werden von einer zuständigen Person schließlich visualisiert. Als Ergebnis wird am linken Bildrand die Hand, die Wahrscheinlichkeit, dass diese Karten am Ende gewinnen, die aktuelle Aktion des Spielers – erst seit Ende der zweiten Staffel – und dessen Name eingeblendet – allerdings nur unter der Bedingung, dass er die Hand nicht direkt ablegt. Andernfalls erhält der Zuseher in der Regel keine Informationen über die beiden Karten. In seltenen Fällen, meistens wenn ein Spieler eine starke Hand sofort ablegt oder er eine längere Zeit überlegt, wird auf die Tischkamera des betroffenen Spielers umgeschaltet, so dass der Zuschauer dessen Karten direkt sieht. Überaus selten wurden in den ersten beiden Staffeln die Hände angezeigt, wenn ein Spieler nach längerer Bedenkpause seine Karten ablegt. In der linken oberen Ecke wird die Größe des aktuellen Pots angezeigt. Sobald die Gemeinschaftskarten ausgegeben werden, wird auf die Deckenkamera umgeschaltet, die direkt auf die Mitte des Tisches gerichtet ist, auf der die Karten platziert werden. Danach werden diese, wie auch die Karten der Spieler, unten rechts als Symbole angezeigt. Außerdem erklären und bewerten die beiden Kommentatoren die Spielzüge. Während Benza hauptsächlich die Größe der Einsätze und die Karten der Spieler an den Zuschauer weitergibt, ist Kaplan für den strategischen Teil des Spiels zuständig. Er analysiert beispielsweise oftmals, was der Spieler, der am Zug ist, denken könnte. Er verwendet dafür, wie auch bei der Einleitung, des Öfteren einen ironischen Unterton.

## Geschichte

### Produktion
Seit 2005 wurden insgesamt 86 Episoden in sechs Staffeln produziert. Alle Folgen wurden in einem speziell für die Sendung eingerichteten Bereich des jeweiligen Hotels aufgenommen, der in allen Staffeln annähernd gleich aussah. In allen Räumen befanden sich neben dem Pokertisch, auf dem seit jeher bis zu acht Teilnehmer Platz finden, auch diverse komfortable Sitzgelegenheiten für geladene Besucher oder Spieler, die eine Auszeit nahmen oder noch auf ihren Platz warteten. Zudem verfügten sie über eine bewirtete Bar, deren Kellnerin Getränke gegen ein Entgelt auch direkt an den Tisch lieferten.

### 1. Staffel
Die erste Staffel wurde Ende 2005 im Hotel Golden Nugget in Las Vegas aufgezeichnet. Es nahmen eine Reihe der namhaftesten Spieler wie Daniel Negreanu, Barry Greenstein oder Doyle Brunson, aber auch einige wohlhabende Amateure wie Jerry Buss oder Amir Nasseri daran teil. Während sich ein Großteil der Teilnehmer für das Minimum von 100.000 $ einkauften, nahm Negreanu über eine Million Dollar mit an den Tisch. Insgesamt wurden an drei verschiedenen Tagen 24 Stunden Poker gespielt, woraus 13 Episoden mit einer Einzeldauer von etwas weniger als 45 Minuten Nettolänge geschnitten wurden. Mit der Ausstrahlung begann GSN am Neujahrstag 2006.
Insgesamt nahmen an dieser Staffel 19 Spieler teil. Unter den Nationen waren die Vereinigten Staaten, Kanada, Iran, Libanon, Vietnam und Israel vertreten. Tran und Harman waren die beiden einzigen weiblichen Teilnehmer. Der Frauenanteil lag demnach bei 10,5 %. Der größte Anteil der Teilnehmer waren Profis, es nahmen aber auch vier Amateure, Buss, Stupak, Chamanara und Nasseri an dieser Staffel teil. Der einzige Spieler, der an allen Episoden ununterbrochen am Tisch saß, war Daniel Negreanu. Insgesamt teilten sich drei Spieler mit jeweils zwei Episoden den kürzesten Auftritt.

### 2. Staffel
Nach dem erfolgreichen Ausstrahlen der ersten Staffel ab Januar 2006, wurde bereits im Frühjahr desselben Jahres mit der Produktion der zweiten Staffel begonnen. Die größte Änderung im Vergleich zur Vorgängerstaffel war wohl der Wechsel des Kasinos, in dem der Drehort aufgebaut wurde. Das Golden Nugget wurde verlassen, um im Palms Casino Resort zu drehen. Durch den Wechsel wurde auch der Wert der hoteleigenen Chips modifiziert, was für den Zuschauer eine kleine Umstellung darstellte. Ansonsten gab es keine nennenswerten Änderungen. Gedreht wurde erstmals an zwei, etwa 12 Stunden langen, Spieltagen.
Die Premiere erfolgt schließlich am 5. Juni 2006. Da diese Staffel mit 16 Episoden drei mehr als die Erste hatte, wurden bis in den späten September die neuen Folgen wöchentlich ausgestrahlt.
Mit 22 Mitspielern gab es in diesem Jahr drei Spieler mehr als in der ersten Staffel. Außerdem spielte mit dem Dänen Gus Hansen erstmals ein Europäer mit. Eine bemerkenswert hohe Anzahl an Spielern, die in der Folge zu regelmäßigen Besuchern der Sendung werden sollten, feierten in dieser Staffel ihre Premiere. Darunter waren prominente Spieler wie Phil Laak, „Yukon Brad“ Booth und Erick Lindgren vertreten.

### 3. Staffel
Die Dreharbeiten starteten Ende 2006. Es wurde nicht wie im Vorgänger im Palms Casino Resort, sondern im South Point gedreht. Aus dem Spielmaterial, das an zwei Tagen aufgenommen wurde, wurden 13 Episoden produziert. In der dritten Staffel gab es verhältnismäßig viele neue Teilnehmer. Ansonsten gab es keine größeren Veränderungen gegenüber den früheren Staffeln. Die erste Episode der Staffel wurde am 15. Januar 2007 ausgestrahlt.
28 Teilnehmer stellten einen neuen Rekord dar. Daniel Negreanu war, wie die beiden Male zuvor, der Spieler, der mit 10 Episoden die meiste Zeit am Tisch verbrachte. Die sechste Episode war außerdem die Erste in der Geschichte des Formats, an der er nicht als Spieler oder Kommentator mitwirkte. Drei Spieler teilen sich mit drei Episoden den kürzesten Auftritt. Mit Patrik Antonius und David Benyamine nahmen zwei Europäer in dieser Staffel teil. Weitere neue Spieler waren beispielsweise der Gewinner und der Zweitplatzierte des größten Pokerturniers aller Zeiten, des Main Events 2006, Jamie Gold und Paul Wasicka, aber auch Cash Game-Spezialisten wie Phil Ivey und Brian Townsend.

### 4. Staffel
Siehe auch: 4. Staffel auf Wikinews
Erstmals wurde für die vierte Staffel der Spielort beibehalten. Es wurde also erneut im South Point gespielt. Das Aussehen der Chips hat sich dennoch geringfügig geändert. Statt der South Coast-Chips aus der dritten Staffel werden nun die South Point-Chips verwendet, da das Casino entsprechend umbenannt wurde.
Die Aufnahmen wurden Mitte Mai 2007 nach drei Tagen beendet. Die erste Episode wurde am 27. August 2007 auf ihrem alten Sendeplatz ausgestrahlt. Die siebzehn Episoden dieser Staffel wurden an drei Spieltagen zu je acht Stunden abgedreht. Während der Mindesteinkauf am ersten Tag bei den gewohnten 100.000 $ lag, mussten sich alle Spieler am dritten Tage für mindestens 500.000 $ einkaufen. Zudem wurden für diesen Zeitraum die Blinds verdoppelt.
Nachdem die dritte Staffel des Formats erfolgreich ausgestrahlt und sogar die meistgesehene Fernsehshow des Senders wurde, kündigte die Fernsehstation bereits am 2. April 2007, also in unmittelbarer Nähe zur abschließenden Episode der vorangegangenen Staffel, an, dass eine vierte Staffel produziert werden würde. Die Dreharbeiten begannen schließlich Mitte Mai desselben Jahres. Insgesamt gab es drei Spieltage zu je acht Stunden, aus denen 17 Episoden zu je 40 Minuten Nettolänge geschnitten wurden. In den früheren Staffeln gab es einmal 16 und zweimal 13 Episoden. Diese Marke stellte also einen neuen Rekord dar. Nachdem GSN ursprünglich erst im späten September mit der Ausstrahlung beginnen wollte, feierte die vierte Staffel am Montag, dem 27. August 2007 ihre Premiere.
An der vierten Staffel nahmen 22 Spieler teil. Wie in den beiden vorangegangenen Staffeln war Jennifer Harman die einzige Frau am Tisch. Wiederum saßen einige semi-professionelle Spieler am Tisch, Guy Laliberté war der einzige Amateurspieler. Erneut repräsentierten allein Antonius und Benyamine den europäischen Kontinent.
Insgesamt gab es in diesem Jahr 13 Teilnehmer, die auch an der dritten Staffel teilnahmen. Mit Phil Hellmuth kehrte ein Spieler, der bisher nur in der ersten Staffel zu sehen war, zurück.
Dementsprechend waren acht Spieler erstmals in diesem Jahr zu sehen. Darunter befinden sich neben dem wohlhabenden Amateur Guy Laliberte auch Brandon Adams, Mike Baxter, Brian Brandon, Phil Galfond, Bob Safai, Antonio Salorio und Haralabos Voulgaris. Diese Spieler sind zum großen Teil vor allem für ihre Erfolge in Online-Cash Games bekannt.
In diesem Jahr stand erstmals das Auswahlverfahren der Teilnehmer in der Kritik. Wie Galfond in seinem Blog anmerkte, wurde ihm sowohl für den zweiten als auch für den dritten Tag ein Platz am Tisch versprochen. Um das Eintrittsgeld, zusammen über 700.000 $, zu besorgen, flog er nach eigenen Angaben „quer über das Land“. Tatsächlich konnte er am zweiten Tag aber nur zwei Stunden oder vierzig Hände am Tisch verbringen. Dennoch bereitete er sich mit dem Wissen, die komplette dritte Session zu spielen, auf den nächsten Tag vor. Am späten Abend wurde ihm von den Produzenten allerdings die Nachricht überbracht, dass drei der  erfahrenen Teilnehmer vom zweiten Tag sich im letzten Moment dafür entschieden hätten, auch am dritten Tag zu spielen. Somit musste Phil Galfond vorzeitig die Abreise antreten. Außerdem äußerte er die Befürchtung, dass die Zuschauer von seinem kurzen Auftritt einen schlechten Eindruck erhalten haben könnten.
Brian Townsend, der bereits an der dritten Staffel teilnahm, wollte ursprünglich auch in diesem Jahr teilnehmen. Die Verantwortlichen des Formats entschieden sich aber dagegen, da Townsend in der vorherigen Staffel sehr leise war und somit abseits seines Spiels kaum Unterhaltungswert für die Zuschauer bot.

### 5. Staffel
Die 5. Staffel von High Stakes Poker wurde Ende Dezember 2008 aufgenommen und kehrt dabei zurück an ihren Heimatort, dem Golden Nugget Casino, das zuvor renoviert wurde. Das Line-Up umfasst sowohl alte Bekannte wie Daniel Negreanu, Doyle Brunson und Eli Elezra als auch bekannte Internetspieler wie Tom "Durrr" Dwan und Ilari "Ziigmund" Sahamies. Es wurden insgesamt 13 Episoden aufgenommen. Die Ausstrahlung der fünften Staffel im US-amerikanischen Fernsehen begann am 1. März 2009.
Das komplette Line-up:
Patrik Antonius, David Benyamine, Mike Baxter, Doyle Brunson, Nick Cassavetes, Tom Dwan, Peter Eastgate, Eli Elezra, Antonio Esfandiari, Phil Laak, Barry Greenstein, Joe Hachem, Howard Lederer, Alan Meltzer, Dario Minieri, Daniel Negreanu, David Peat, Ilari Sahamies und Sam Simon.

### 6. Staffel
Am 14. Februar startete die 6. Staffel der Show, in der A.J. Benza nicht mehr als Co-Host auftritt, sondern Kaplan das Geschehen alleine kommentiert. Zur Seite steht ihm Kara Scott, die sich allerdings direkt am Tisch befindet und Interviews mit den Spielern führt.
Teilnehmer der 6. Staffel sind bisher Tom Dwan, Eli Elezra, Antonio Esfandiari, Dario Minieri, Daniel Negreanu, Phil Ivey, Phil Hellmuth, Andreas Hoivold und Gus Hansen, wobei Hellmuth gleich in der 1. Episode seinen gesamten Stack in Höhe von 200.000 $ verlor und daraufhin den Tisch verließ, ohne einen Rebuy zu tätigen.

### Podcast
Seit dem 14. September 2006 erscheint in Abständen zwischen einer und zwei Wochen ein kostenloser Videopodcast, der über Apple iTunes erhältlich ist. In diesen, etwa drei Minuten langen Beiträgen, wird ein Blick hinter die Kulissen der Show geworfen. Oftmals analysieren Teilnehmer ihr Spiel, oder geben ihre Meinung zu ihren Gegenspielern ab. Die Inhalte, die zu sehen sind, werden für gewöhnlich nicht in den regulären Episoden gesendet.

## Ausstrahlung und Reaktionen

### Sendeplatz und Einschaltquoten
High Stakes Poker wird jeden Montag um 21:00 Uhr nach zentral-US-amerikanischer Zeit ausgestrahlt. Die vierte Staffel wird dienstags um dieselbe Zeit gezeigt. Die Nettolänge einer Episode beträgt etwa 40 bis 42 Minuten. Mit den Werbeunterbrechungen beträgt die Sendezeit rund eine Stunde. Falls keine neue Episode zur Erstausstrahlung zur Verfügung steht, wiederholt GSN Episoden aus vorhergegangenen Staffeln. Im zweiten Quartal 2007 war High Stakes Poker das Programm mit den höchsten Einschaltquoten des Senders. Die besonders große Reichweite in der Zielgruppe der Männer im Alter von 18 bis 34 Jahren wurde von GSN verdeutlicht. Der Haushaltsdurchschnitt lag im Frühjahr bei 0,4.
Die deutsche Sendeanstalt DSF wollte das Format ursprünglich bereits ab Juni 2007 ausstrahlen. Aufgrund von rechtlichen Problemen wurde die Premiere jedoch auf den 10. September 2007 verschoben.

### Resonanz
Unter Pokerexperten hat High Stakes Poker einen sehr guten Ruf. Anfänger schätzen vor allem den hohen Lernfaktor der Serie. Dieser wird vor allem durch die Tatsache erzeugt, dass die Spieler im Gegensatz zu Fernsehturnieren nicht zu aggressiven Aktionen gedrängt werden. Dadurch kommt es zu deutlich weniger all ins und dafür zu mehr interessanten Spielaktionen. Zudem besteht der größte Anteil der Spieler aus erfahrenen Profis, die in der Regel attraktiver spielen als die häufig unerfahrenen Turnierspieler.

## Kombinationen

### Kombinationsmöglichkeiten
Alle Kombinationsmöglichkeiten von der High Card bis zum Vierling traten in jeder der vier Staffeln auf. Bis zum Ende der dritten Staffel war der Spieler „Yukon Brad“ Booth der einzige, dem es gelingen konnte, mithilfe seiner Startkarten einen Straight Flush zu bilden. Das Bemerkenswerte daran ist, dass er dieses Kunststück gleich in der ersten Hand, die er spielte, schaffte. Nachdem er 8♦ 9♦ erhielt und der Flop ihm dank 10♦ J♦ einen Open Ended Straight Flush Draw bescherte, komplettierte er seine Hand aufgrund einer Q♦ auf dem Turn. Auch in der vierten Staffel (Episode 14) gibt es einen Straight Flush. Diesmal bekommt David Benyamine diesen. Er hält 4♣ 5♣ und der Flop bringt ihm mit 6♣ 7♠ 3♣ einen Straight. Am Turn kommt die 2♣, die seinen Straight Flush komplettiert.
Der Kanadier Daniel Negreanu ist der einzige Spieler, der bisher zweimal einen Vierling hatte. Bei beiden Händen hatte er am Ende vier Siebenen.

### Konfrontationen starker Starthände
In der Geschichte des Formats gab es bereits einige, für mindestens einen Spieler, äußert ungünstige Verteilungen der Starthände.
Die fünfte Episode der ersten Staffel stellte die letzte des ersten Drehtages dar. Besonders gegen Ende der Sendung war dem Verhalten und der Spielweise der Spieler deutlich zu entnehmen, dass sie versuchten ein möglichst geringes Risiko einzugehen. Nachdem der Dealer ankündigte, dass die letzte Hand des Abends gegeben wird, erhielt Barry Greenstein A♥ A♣. Sam Farha wurde K♣ K♦ gegeben. Nachdem Farha eine Weile überlegte, entschied er sich dazu, all seine Chips in dieser Hand zu riskieren, worauf sich Greenstein natürlich einließ.
Farha bot Greenstein an, alle Karten doppelt zu geben, was eine Senkung des Glückfaktors bedeutet hätte. Barry Greenstein lehnte aber ab. Während die beiden Könige zu diesem Zeitpunkt nur etwa 20 Prozent Gewinnchance hatten, änderte sich diese Zahl durch den K♥, der mit den ersten drei Gemeinschaftskarten gebracht wurde, schlagartig. Farha bot Greenstein erneut an die Turn- und die Riverkarte doppelt zu spielen. Greenstein blieb jedoch bei seinem nein. Da die letzten beiden Karten keine Besserung von Greensteins Assen mit sich führten, gewann Farha 361.800 Dollar und den größten Pot, der bis Ende der dritten Staffel vor dem Flop ausgetragen wurde.
In einer späteren Folge derselben Staffel erhielten gleich drei Spieler hohe Paare. Während Phil Hellmuth „nur“ zwei Zehnen hatte, erhielt Elezra zwei Buben. Antonio Esfandiari war schließlich der Spieler, der mit zwei Assen die perfekte Starthand aufnahm. Alle Chips landeten bereits im Pot, bevor eine Gemeinschaftskarte gegeben wurde. Wie im vorigen Fall hielten die Asse aufgrund eines Buben auf dem Turn, der vierten Karte, nicht stand und Elezra gewann den Pot im Wert von über 200.000 Dollar.
In der zweiten Staffel haben zwei Spieler (Eli Elezra und Cory Zeidman) zwei Könige erhalten. Nach einem Showdown vor dem Flop teilten sie sich das Geld am Ende auf.

### Größter Pot
Der bis Ende der dritten Staffel größte Pot wurde in der zweiten Staffel zwischen Gus Hansen und Daniel Negreanu in der 11. Folge ausgespielt. Insgesamt befanden sich am Ende der Hand 575.700 Dollar im Pot, was dem Wert von fast 960 Big Blinds entspricht.  Hansen konnte sich mit 5♦ 5♣ aufgrund der Gemeinschaftskarten 9♣ 6♦ 5♥ 5♠ 8♠ gegen Negreanus 6♠ 6♥ durchsetzen. Während Hansen mit einem Vierling die bestmögliche Hand hielt, konnte Negreanu nur von drei Kartenkombinationen geschlagen werden.
In der 4. Staffel wurde dieser Rekord geknackt als Doyle Brunson und Guy Laliberte in einen Pott verwickelt waren. Doyle erhöhte vor dem Flop auf 11.200 Dollar. 4 Spieler callten die Erhöhung. Gold hatte J7, Farha KJ, Benyamine K5 suited, Laliberte hatte A♥ 5♥ und der Erhöher Doyle Brunson hatte A♦ 10♦.
Der Flop war A♣ J♠ 4♦. Alle checkten zu Doyle der dann 40.000 Dollar setzte. Alle passten außer Guy. Im Pot waren jetzt 137.100 Dollar. Auf dem Turn kam 2♦. Sie gab Doyle neben seinem Ass Paar einen Nut Flush Draw und Guy einen inside Straight Draw. Guy checkte und Doyle setzte 110.000 Dollar. Guy erhöhte auf 310.000 Dollar. Doyle überlegte nicht lange und ging All in. Guy musste dann nur noch 30.500 bezahlen und ging mit. Im Pott waren jetzt 818.100 Dollar. Sie entschieden sich, die River Card zweimal zu spielen. Jeweils für 409.050 Dollar. Es kam jedoch keine Hilfe für Guy und somit gewann Doyle Brunson den ganzen Pott. Guy verlor also in der Hand fast 400.000 Dollar.
In der 5. Staffel wiederum wurde der bestehende Rekord übertroffen, als Barry Greenstein und Tom Dwan aufeinandertrafen. Peter Eastgate mit A♠K♥  Greenstein mit A♦A♣ und Dwan K♠Q♠ hatten vor dem Flop auf 15.000 Dollar erhöht bzw. gecallt. Der Flop war dann 2♠4♠Q♥, was Tom Dwan ein Flushdraw mit weiteren Outs auf Two Pair bzw. Trips gab, weshalb er auch mit 28.700 Dollar anspielte. Eastgate, der den Flop verpasst hatte, foldete seine Hand daraufhin. Greenstein, der ja ein Overpair auf der Hand hatte, ließ sich nicht beeindrucken und erhöhte auf 100.000 Dollar. Dwan wiederum reraiste danach auf 244.600 Dollar. Greenstein, der seine Hand beschützen wollte, ging infolgedessen relativ schnell All-In mit insgesamt 436.100 Dollar, was von Dwan, ohne zu zögern, gecallt wurde. Im Pot befanden sich nun insgesamt 919.600 Dollar und er war damit der größte bisherige Pot, der im Fernsehen übertragen wurde. Die beiden befanden sich noch vor den letzten zwei Karten in einer 50:50-Situation, weshalb Dwan Turn und River zweimal dealen lassen wollte, um die Varianz ein wenig abzuschwächen. Das wurde jedoch von Greenstein abgelehnt, der aber anbot, 200.000 Dollar aus dem Pot zu nehmen. Das wollte Dwan wiederum nicht, so dass der Pot ohne Deal ausgespielt wurde. Bereits der Turn brachte Dwan die Q♣ und damit Trips. Die Riverkarte half Greenstein nicht, so dass Dwan den bisher größten Pot in High Stakes Poker für sich einstreichen konnte.

## Besondere Vorkommnisse
Im Folgenden werden einige besondere Vorkommnisse gelistet, die abseits des „gewöhnlichen“ Spielalltags auftraten.

### „going south“
In der neunten Episode der ersten Staffel verließ der Teilnehmer Freddy Deeb ohne Begründung den Tisch. Einige Spieler vermuteten scherzhaft, dass er unerlaubt Chips vom Tisch genommen haben könnte (englisch: „going south“). Nachdem er zurückkam, konfrontierten ihn einige Spieler damit. Deeb stritt ab und verlangte zu wissen, wer ihn beschuldigt hatte. Daraufhin eskalierte die Situation. Deeb verlangte, dass die Person, die für die Spielregeln zuständig ist, den Konflikt löst. Nachdem die Kameraaufzeichnungen bestätigten, dass Deeb in der Tat keine Chips vom Tisch nahm, beruhigte sich die Situation wieder. Sheikhan, ein Spieler am Tisch, schenkte ihm zum Trost eine Rose, woraufhin sich Deeb mit den Worten „I love you“ bedankte und Sheikhan mit den Worten „I love you, too“ erwiderte.

### Kommentatorentausch
Anfang der dritten Staffel spielte der Moderator Gabe Kaplan für zwei Episoden selbst am Tisch mit. Daniel Negreanu war bereit, seinen Platz am Tisch aufzugeben, falls er im Gegenzug moderieren dürfe. Kaplan akzeptierte das Angebot, und Daniel moderierte tatsächlich für diese Zeit. Kaplan lieh sich die 110.000 $ Nenngeld von Doyle Brunson. Außerdem platzierte er zehn Geldbündel zu je 100 1-$-Noten vor sich. Negreanu meinte, er mache das nur, um „cool auszusehen“. Als Gabe Kaplan den Tisch mit einem deutlichen Gewinn verließ, gab er an, dass es das einfachste Spiel sei, das er je gespielt habe. Im Anschluss daran tauschten die beiden ihre Rollen wieder.

### Streit zwischen Matusow und Sheikhan
Im selben Zeitraum zerbrach Shahram Sheikhan die Sonnenbrille seines Erzrivalen Mike Matusow. Zuvor hatte Sheikhan angekündigt, dass er im Laufe des Tages seine Brille zerstören wird. Nach der Tat forderte er den Dealer mit den Worten „shuffle up and deal“, mit denen auch alljährlich die World Series of Poker eröffnet wird, zum Mischen und Austeilen der Karten auf.

## Teilnehmer
In 7 Staffeln und 98 Episoden saßen 74 Spieler am Tisch. Das entspricht einem Durchschnitt von ca. 10,5 neuen Spielern pro Staffel. Die Mehrheit aller Teilnehmer waren professionelle Pokerspieler; der kleine Rest besteht aus wohlhabenden Amateuren. Von allen Teilnehmern waren Jennifer Harman, Mimi Tran und Vanessa Selbst die einzigen Frauen.
Alle Teilnehmer haben die Erlaubnis, ihnen bekannte Personen einzuladen, die dem Spiel in der Folge als Beobachter beiwohnen. Davon Gebrauch machten beispielsweise Phil Laak und Daniel Alaei, deren Lebensgefährtinnen über einen längeren Zeitraum hinweg das Spiel beobachten. Während Daniel Negreanu und Mike „The Mouth“ Matusow Ende der zweiten Staffel von ihren Müttern besucht wurden, lud Antonio Esfandiari etwa zum selben Zeitpunkt einen großen Teil seiner Familie ein.
Die ausgezeichnete Reputation der Sendung unter den Topspielern wird dadurch unterstrichen, dass 14 der 25 zu diesem Zeitpunkt einnahmenreichsten Turnierspieler an High Stakes Poker teilnahmen.

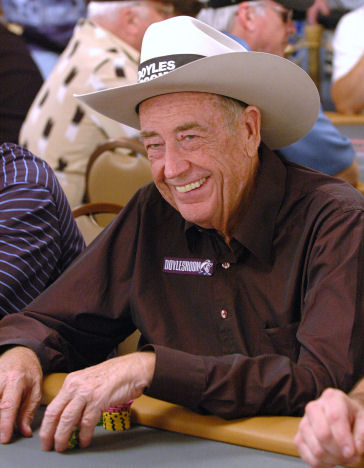
Doyle Brunson

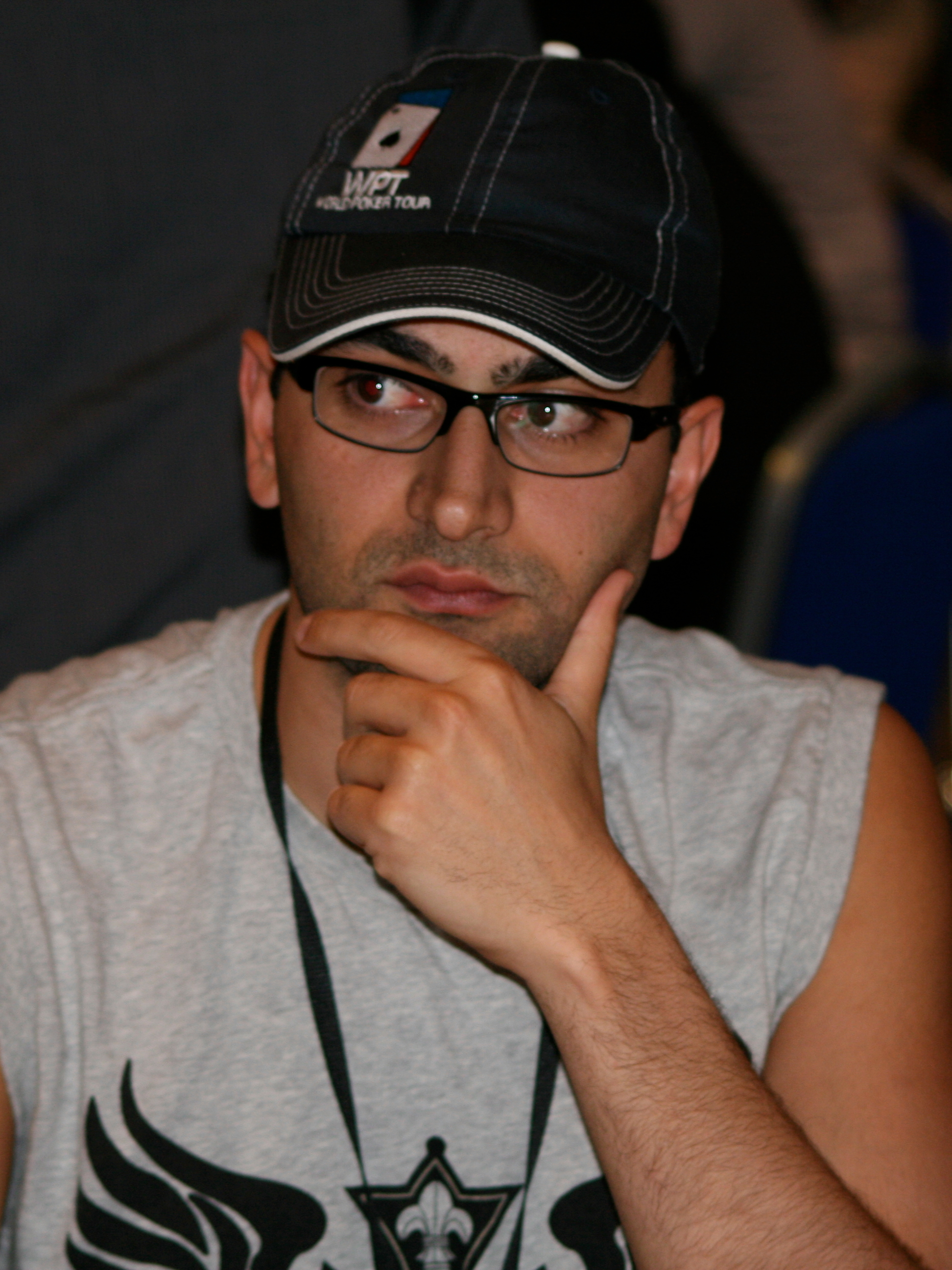
Antonio Esfandiari

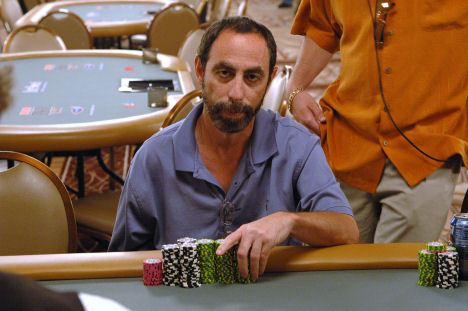
Barry Greenstein

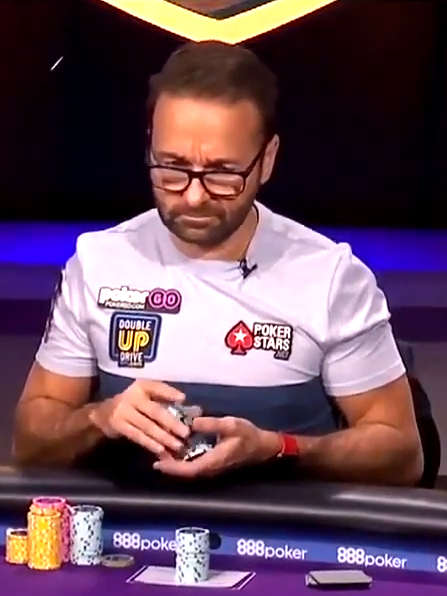
Daniel Negreanu

| Spieler              | Herkunft           | Beruf                                        | Anzahl Staffeln | Gespielte Staffeln |
| -------------------- | ------------------ | -------------------------------------------- | --------------- | ------------------ |
| Brandon Adams        | Vereinigte Staaten | Professor, Pokerspieler                      | 1               | 4                  |
| Daniel Alaei         | Vereinigte Staaten | Pokerspieler                                 | 3               | 1-3                |
| Patrik Antonius      | Finnland           | Pokerspieler                                 | 4               | 3-6                |
| David Benyamine      | Frankreich         | Pokerspieler                                 | 4               | 3-6                |
| Mike Baxter          | Vereinigte Staaten | Hedgefonds-Manager                           | 3               | 4-5, 7             |
| Brad Booth           | Kanada             | Pokerspieler                                 | 3               | 2-4                |
| Doyle Brunson        | Vereinigte Staaten | Pokerspieler                                 | 7               | 1-7                |
| Todd Brunson         | Vereinigte Staaten | Pokerspieler                                 | 4               | 1-4                |
| Jerry Buss           | Vereinigte Staaten | Unternehmer, Mehrheitseigner der LA Lakers   | 1               | 1                  |
| Nick Cassavetes      | Vereinigte Staaten | Schauspieler, Regisseur                      | 1               | 5                  |
| Fred Chamanara       | Iran               | Restaurantbesitzer                           | 2               | 1-2                |
| Johnny Chan          | Vereinigte Staaten | Pokerspieler                                 | 2               | 1, 7               |
| Bill Chen            | Vereinigte Staaten | Mathematiker, Pokerspieler                   | 1               | 3                  |
| Robert Croak         | Vereinigte Staaten | Unternehmer                                  | 1               | 7                  |
| Jonathan Duhamel     | Kanada             | Pokerspieler                                 | 1               | 7                  |
| John D’Agostino      | Vereinigte Staaten | Pokerspieler                                 | 1               | 3                  |
| Freddy Deeb          | Libanon            | Pokerspieler                                 | 1               | 1                  |
| Tom Dwan             | Vereinigte Staaten | Pokerspieler                                 | 2               | 5-6                |
| Peter Eastgate       | Danemark           | Pokerspieler                                 | 1               | 5                  |
| Eli Elezra           | Vereinigte Staaten | Unternehmer, Pokerspieler                    | 6               | 1-6                |
| Antonio Esfandiari   | Vereinigte Staaten | Pokerspieler                                 | 7               | 1-7                |
| Sam Farha            | Vereinigte Staaten | Pokerspieler                                 | 4               | 1-4                |
| Chris Ferguson       | Vereinigte Staaten | Pokerspieler                                 | 1               | 3                  |
| Amnon Filippi        | Vereinigte Staaten | Pokerspieler                                 | 1               | 2                  |
| Ted Forrest          | Vereinigte Staaten | Pokerspieler                                 | 2               | 1-2                |
| Phil Galfond         | Vereinigte Staaten | Pokerspieler                                 | 3               | 4, 6-7             |
| Jamie Gold           | Vereinigte Staaten | Pokerspieler                                 | 2               | 3-4                |
| Barry Greenstein     | Vereinigte Staaten | Pokerspieler                                 | 7               | 1-7                |
| Bertrand Grospellier | Frankreich         | Pokerspieler                                 | 1               | 6                  |
| David Grey           | Vereinigte Staaten | Pokerspieler                                 | 1               | 2                  |
| Joe Hachem           | Australien         | Pokerspieler                                 | 1               | 5                  |
| Gus Hansen           | Danemark           | Pokerspieler                                 | 2               | 2, 6               |
| Jennifer Harman      | Vereinigte Staaten | Pokerspieler                                 | 4               | 1-4                |
| Dan Harmetz          | Vereinigte Staaten | Unternehmer                                  | 1               | 3                  |
| Phil Hellmuth        | Vereinigte Staaten | Pokerspieler                                 | 3               | 1, 4, 6            |
| Andreas Høivold      | Norwegen           | Pokerspieler                                 | 1               | 6                  |
| Phil Ivey            | Vereinigte Staaten | Pokerspieler                                 | 2               | 3, 6               |
| John Juanda          | Vereinigte Staaten | Pokerspieler                                 | 1               | 2                  |
| Gabe Kaplan          | Vereinigte Staaten | Schauspieler, Pokerspieler                   | 1               | 3                  |
| Bill Klein           | Vereinigte Staaten | Unternehmer                                  | 1               | 7                  |
| Phil Laak            | Vereinigte Staaten | Pokerspieler                                 | 6               | 2-7                |
| Guy Laliberté        | Kanada             | Gründer des Cirque du Soleil                 | 1               | 4                  |
| Howard Lederer       | Vereinigte Staaten | Pokerspieler, Mitgründer von Full Tilt Poker | 1               | 5                  |
| Erick Lindgren       | Vereinigte Staaten | Pokerspieler                                 | 2               | 2-3                |
| Minh Ly              | Vereinigte Staaten | Pokerspieler                                 | 1               | 2                  |
| Mike Matusow         | Vereinigte Staaten | Pokerspieler                                 | 4               | 2-4, 6             |
| Alan Meltzer         | Vereinigte Staaten | Unternehmer                                  | 1               | 5                  |
| Jason Mercier        | Vereinigte Staaten | Pokerspieler                                 | 2               | 6-7                |
| Dario Minieri        | Italien            | Pokerspieler                                 | 2               | 5-6                |
| Michael Mizrachi     | Vereinigte Staaten | Pokerspieler                                 | 1               | 2                  |
| Amir Nasseri         | Iran               | Physiker, Pokerspieler                       | 1               | 1                  |
| Daniel Negreanu      | Kanada             | Pokerspieler                                 | 7               | 1-7                |
| David Peat           | Vereinigte Staaten | Pokerspieler                                 | 2               | 5, 7               |
| Dennis Phillips      | Vereinigte Staaten | Buchhalter, Pokerspieler                     | 1               | 6                  |
| Victor Ramdin        | Vereinigte Staaten | Pokerspieler                                 | 1               | 3                  |
| Andrew Robl          | Vereinigte Staaten | Pokerspieler                                 | 2               | 6-7                |
| Phil Ruffin          | Vereinigte Staaten | Unternehmer                                  | 1               | 7                  |
| Bob Safai            | Vereinigte Staaten | Immobilienpartner                            | 1               | 4                  |
| Ilari Sahamies       | Finnland           | Pokerspieler                                 | 1               | 5                  |
| Antonio Salorio      | Vereinigte Staaten | Pokerspieler                                 | 1               | 4                  |
| Vanessa Selbst       | Vereinigte Staaten | Pokerspieler                                 | 1               | 7                  |
| Dan Shak             | Vereinigte Staaten | Hedgefonds-Manager, Pokerspieler             | 1               | 3                  |
| Nicolette Shea       | Vereinigte Staaten | Pokerspieler                                 | 1               | 3                  |
| Shawn Sheikhan       | Iran               | Pokerspieler                                 | 3               | 1-3                |
| Sam Simon            | Vereinigte Staaten | Fernsehproduzent                             | 1               | 5                  |
| Bob Stupak           | Vereinigte Staaten | Casinobesitzer, Pokerspieler                 | 1               | 1                  |
| Brian Townsend       | Vereinigte Staaten | Pokerspieler                                 | 1               | 3                  |
| Mimi Tran            | Vietnam            | Pokerspieler                                 | 1               | 1                  |
| Ilja Trintscher      | Russland           | Pokerspieler                                 | 1               | 3                  |
| Haralabos Voulgaris  | Kanada             | Sportwetter, Pokerspieler                    | 2               | 4, 7               |
| Lex Veldhuis         | Niederlande        | Pokerspieler                                 | 1               | 6                  |
| Paul Wasicka         | Vereinigte Staaten | Pokerspieler                                 | 1               | 3                  |
| David Williams       | Vereinigte Staaten | Pokerspieler                                 | 1               | 3                  |
| Cory Zeidman         | Vereinigte Staaten | Pokerspieler                                 | 1               | 2                  |